# Władimir Mitkow
Władimir Mitkow, mac. Владимир Митков (ur. 20 października 1931 w Kawadarci, zm. 19 lipca 2024 w Skopju) – jugosłowiański (macedoński) działacz komunistyczny i prawnik, w latach 1990–1991 przewodniczący Prezydencji (prezydent) Socjalistycznej Republiki Macedonii.

## Życiorys
W 1954 ukończył studia prawnicze na Uniwersytecie Świętych Cyryla i Metodego w Skopju, od 1960 pracował tam jako asystent, w 1975 uzyskał pełną profesurę. W 1964 obronił doktorat, został profesorem na wydziale prawa macierzystej uczelni. Specjalizował się m.in. w zakresie prawa konstytucyjnego i samorządowego oraz międzynarodowych systemów politycznych, jego asystentką była Gordana Siłјanowska-Dawkowa. Od 1983 członek, a od 1984 do 1986 prezes sądu konstytucyjnego Socjalistycznej Republiki Macedonii.
Wstąpił do Związku Komunistów Jugosławii, działał w ramach Związku Komunistów Macedonii. Zasiadał we władzach macedońskiego oddziału organizacji Socjalistyczny Sojusz Ludu Pracującego Jugosławii oraz parlamencie Socjalistycznej Republiki Macedonii (1969–1974). W latach 1974–1982 członek Rady Wykonawczej (rządu) Socjalistycznej Republiki Macedonii, a od 1986 członek kolegialnej Prezydencji SR Macedonii. Od 26 kwietnia 1990 do 27 stycznia 1991 był ostatnim przewodniczącym tego gremium (de facto prezydentem SR Macedonii). W trakcie jego kadencji w 1990 przeprowadzono pierwsze wolne wybory parlamentarne w Macedonii.